# Dere kirai
Dere kirai är en skalbaggsart som beskrevs av Mitono 1943. Dere kirai ingår i släktet Dere och familjen långhorningar.
Artens utbredningsområde är Taiwan. Inga underarter finns listade i Catalogue of Life.